# جان لنکستر، نخستین دوک بدفورد
جان لنکستر، نخستین دوک بدفورد (انگلیسی: John of Lancaster, 1st Duke of Bedford; ۲۰ ژوئن ۱۳۸۹ – ۱۴ سپتامبر ۱۴۳۵) یک نجیب‌زاده، فرمانده نظامی و دولتمرد اهل پادشاهی انگلستان بود.
او یک شاهزاده از خاندان لنکستر، سومین پسر باقیمانده پادشاه هنری چهارم از همسرش ماری دو بون بود.